# Lúcio Lara
Pour les articles homonymes, voir Lara.
Lúcio Rodrigo Leite Barreto de Lara dit Lúcio Lara est un homme politique angolais né le 9 avril 1929 à Caála et mort le 27 février 2016 à Luanda. Lara est l'un des fondateurs du Mouvement populaire de libération de l'Angola. Il est aussi connu sous le pseudonyme Tchiweka.

## Biographie
Lúcio Rodrigo Leite Barreto de Lara nait à Caála, dans la colonie d'Angola. Il est le fils d'un colon portugais et d'une mère indigène,.
Lara fait ses études universitaires à Coimbra. Pendant ses études, il rencontre d'autres étudiants qui deviendront des militants indépendantistes comme Amílcar Cabral, Mário de Andrade et Marcelino dos Santos. À sa sortie de l'université, il est enseigne comme professeur de mathématiques et de physique.
En 1957, Lara représente le Movimento Anti Colonial (mouvement anti-colonial, qui regroupe les indépendantistes des colonies portugaises) au 5e congrès du Parti communiste portugais. Lors de ce congrès le PCP prend pour la première fois une position officielle pour l'indépendance des colonies portugaises.
En 1962, Lara est élu secrétaire à l'organisation du MPLA et définit la politique du MPLA dans un bureau politique divisé par des luttes de pouvoir. Il devient peu après secrétaire général du mouvement.
L'indépendance est proclamée le 11 novembre 1975 et Agostinho Neto, le chef du MPLA, est nommé président. Lara est l'un des principaux organisateurs du nouvel État.
À la mort d'Agostinho Neto, Lara est le plus haut membre du bureau politique et vice-président du MPLA. Il assume donc les fonctions de président du parti, et, par extension, celle de président de la république populaire d'Angola. Il convoque de toute urgence le 11e Congrès du MPLA le 11 septembre 1979, travaillant dur pour l'élection de José Eduardo dos Santos, qui se déroule le 20 septembre de la même année. Il refuse toutes les propositions pour prendre effectivement la direction du pays,,,,
Le pays reste en guerre civile avec les attaques de l'UNITA, soutenu par l'Afrique du Sud et les États-Unis. Le MPLA s'éloigne aussi de l'idéologie communiste que défend Lara.
Lara est démis de ses fonctions du bureau politique du MPLA en 1985 et quitte le comité central du parti quelques années plus tard.
Lara était marié à Ruth Pflüger (1936-2000), fille d'un couple d'Allemands qui avaient fui le nazisme en s'établissant au Portugal,.
Il décède le 27 février 2016.